# Rollerball (film, 1975)
Pour les articles homonymes, voir Rollerball.
Pour plus de détails, voir Fiche technique et Distribution.
Rollerball est un film de science-fiction américain de Norman Jewison sorti en 1975.
Avec notamment dans les rôles principaux James Caan, John Houseman, Maud Adams et John Beck, le scénario est élaboré d'après la nouvelle Meurtre au jeu de boules (Roller Ball Murders) de l'auteur William Harrison (en).
Bien que Rollerball ait eu une distribution américaine et un réalisateur canadien, et ait été distribué par la société américaine United Artists, il est produit en Europe, à Londres et Munich,.

## Synopsis
En 2018, dans un monde futuriste de type dystopique, les nations du monde ont disparu, remplacées par des cartels économiques planétaires, les corporations. Celles-ci ont regroupé les activités humaines en six départements : Alimentation, Communications, Énergie, Logement, Luxe et Transports. Avec cette organisation de la société, la population humaine jouit désormais d'un confort matériel inégalé.
Néanmoins, il existe toujours au sein de cette société un besoin de purger régulièrement les pulsions violentes parcourant la population. Dans ce but, les corporations ont créé le Rollerball, une compétition sportive brutale qui mélange divers sports, notamment le patinage à roulettes, le motocyclisme et le football américain. Le slogan du Rollerball est : « Le jeu est plus grand que le joueur ».
Jonathan E., un joueur vétéran de ce sport, est le capitaine de l'équipe de Houston et une véritable star mondiale. Convoqué par le président de la corporation Énergie, Bartholomew, l'un des organisateurs les plus importants de ce sport, celui-ci lui annonce qu'il sera la vedette d'une émission de télévision spéciale, diffusée en « multivision », qui montrera une rétrospective de sa carrière. Mais, craignant sa popularité, Bartholomew exige de Jonathan qu'il parte à la retraite avant que ne débute la finale annuelle du Rollerball, car il met à mal la philosophie même du jeu et de cette société du futur ; en effet, ce sport avait été créé également pour démontrer la futilité de l'individualisme. Cependant, Jonathan refuse l'offre de Bartholomew et demande à voir son ancienne épouse, Ella, qui lui avait été retirée quelque temps auparavant par un dirigeant de la corporation qui la voulait pour lui-même. Commence alors entre les deux hommes, par matchs interposés, une lutte sans merci.
Rendu méfiant à cause de cette demande de retraite forcée, Jonathan se documente dans une bibliothèque sur les corporations et leur histoire. Il constate alors que tous les livres ont été numérisés et « édités » pour convenir aux souhaits des corporations, et qu'ils sont désormais stockés au sein de vastes superordinateurs protégés, gardés dans des sites appartenant aux corporations.
Peu après, le championnat de Rollerball dégénère rapidement en une violence insensée : les règles du jeu sont modifiées, à la seule fin d'obliger Jonathan à partir. Pour preuve, le match de demi-finale de l'équipe de Houston contre celle de Tokyo n'a pas de pénalités, et les remplacements de joueurs sont limités. La brutalité du match tue plusieurs joueurs dont le motard de Houston, Blue, et le meilleur ami et coéquipier de Jonathan, Moonpie, celui-ci terminant le match en état de mort cérébrale à la suite d'une blessure grave.
Jonathan se rend par la suite à Genève pour accéder au supercalculateur central du monde, connu sous le nom de « Zéro ». Bien que vénéré comme le dépositaire de toutes les connaissances humaines, Zéro est défectueux ; Jonathan en a un indice lorsque le bibliothécaire lui révèle que Zéro a « perdu » toutes les donnés sur le XIIIe siècle. Il n'atteint donc pas son objectif qui était de découvrir comment les corporations prennent leurs décisions, le résultat de ses recherches n’aboutissant qu'à une double conversation informatique indéchiffrable.
Peu après, Jonathan reçoit la visite de son ancienne épouse Ella, envoyée pour le convaincre de prendre sa retraite, mais aussi pour lui annoncer que le prochain match qu'il doit disputer sera « à mort ». Jonathan, comprenant que la visite d'Ella a été organisée par les dirigeants des corporations, efface un long film qu'ils chérissaient tous deux et lui déclare : « Je voulais seulement que tu sois à mes côtés ». Il décide ensuite que, malgré le danger, il jouera la finale.
Résistant à toutes les pressions et en dépit des avertissements de son entraîneur, Jonathan participe à ce match, qui se déroule sans règles ni durée, contre l'équipe de New York et dont le but véritable est son élimination. Peu après le début de la rencontre, la partie perd rapidement tout semblant d'ordre ; les joueurs sont tous blessés ou tués. La foule des spectateurs, extatique au début, devient progressivement plus modérée dans ses réactions à mesure que le carnage transforme littéralement le match en combat de gladiateurs. Envers et contre tout, et au terme d'une bataille épique, Jonathan reste le dernier survivant de son équipe. Il épargne le dernier survivant de l'équipe adverse avant de remporter la finale, marquant le seul point de la rencontre, devenant ainsi ce que redoutaient tant les dirigeants des corporations : une légende vivante.
Patinant sur la piste dans une victoire silencieuse, les entraîneurs et les fans des deux équipes scandent son nom ; d'abord doucement, puis de plus en plus fort alors que Jonathan patine de plus en plus vite. Pendant ce temps, Bartholomew sort en hâte de l'arène, craignant peut-être une émeute, tandis que le chant de « Jonathan ! Jonathan ! Jonathan ! » retentit dans l’arène pour devenir un rugissement.

## Fiche technique
- Réalisation : Norman Jewison
- Scénario : Norman Jewison et William Harrison (en), d'après la nouvelle « Meurtre au jeu de boules » (Roller Ball Murders) de William Harrison
- Photographie : Douglas Slocombe
- Montage : Antony Gibbs (en)
- Musique interprétée par le London Symphony Orchestra sous la direction d'André Previn
- Pays de production :  États-Unis
- Genre : science-fiction, anticipation, action
- Durée : 120 minutes
- Dates de sortie :
  - États-Unis : 25 juin 1975
  - France : 12 novembre 1975
- Affiche : Jouineau Bourduge (France)

## Distribution
- James Caan (VF : Bernard Tiphaine) : Jonathan E.
- John Houseman (VF : Jean Topart) : Bartholomew
- Maud Adams (VF : Michèle Montel) : Ella
- John Beck (VF : Alain Dorval) : Moonpie
- Moses Gunn (VF : Med Hondo) : Cletus
- Pamela Hensley (VF : Perrette Pradier) : Mackie
- Barbara Trentham (VF : Francine Lainé) : Daphne
- Ralph Richardson (VF : Georges Riquier) : le bibliothécaire genevois
- Shane Rimmer (VF : Patrick Floersheim) : l'entraîneur de Jonathan
- Burt Kwouk : le médecin japonais
- Angus MacInnes (non crédité) : un garde de Jonathan

## LeRollerball
Dans le film, le Rollerball est une forme de roller derby où interviennent également des motards. Les équipes doivent prendre le contrôle d'une boule de métal et la mettre dans l'en-but, une sorte de panier aimanté circulaire pour marquer des points.
Le Rollerball est aussi à rapprocher par bien des aspects du football américain et du hockey sur gazon ou du hockey sur glace (tenues des joueurs, tactiques). Il n'a en revanche de commun avec le roller derby que les patins à roulettes et la piste circulaire (qui rappelle dans le film un vélodrome).
Dans la nouvelle intitulée « Meurtre au jeu de boules » (Roller Ball Murders) de William Harrison qui a inspiré le film, le but était avant tout de tuer son adversaire. C'est moins vrai dans le film, même si la violence reste un élément essentiel du jeu. Ainsi, afin de faire tomber Jonathan E. de son piédestal de meilleur joueur, le dernier match du film se joue sans règles et sans limites de temps.
Le réalisateur Norman Jewison fut contacté à de multiples reprises par des promoteurs voulant acheter les droits du jeu, pour créer un véritable championnat de Rollerball. Jewison s'en indigna, car le but du film consistait justement à dénoncer « les dérives des sports de contact et de leur entourage ».

## Production

### Préproduction
Au début des années 1970, l'auteur William Harrison, professeur à l'université de l'Arkansas, assista à un match de basket-ball qui finit en bagarre générale. Observant que le public appréciait davantage les coups de poing que le jeu lui-même, Harrison imagina alors une histoire dans laquelle la violence ne se bornerait pas à faire partie intégrante du sport mais en serait l'unique raison d'être. Il imagina un sport fictif appelé Rollerball, qui est un mélange de football américain, de motocross et de hockey.
En 1973, le réalisateur Norman Jewison découvre dans le magazine Esquire la nouvelle de Harrison, intitulée « Meurtre au jeu de boules » (Roller Ball Murders). Il contacte l'auteur et lui propose de lui acheter les droits pour 50 000 dollars. Mais Harrison demande plus d'argent, exige d'écrire lui-même le scénario et de toucher le même salaire que l'acteur principal. Deux mois plus tard, il écrit le scénario du film à Londres.

### Choix des interprètes
Norman Jewison sélectionne pour rôle principal James Caan, après avoir vu son interprétation très physique d'un sportif dans le biopic Brian's Song (1971). L'acteur prend quelques semaines pour apprendre à patiner à une vitesse comprise entre 55 et 65 km/h et s'entraîne pour des cascades qu'il exécute finalement lui-même lors du tournage. Pour l'épauler, les acteurs John Houseman et Ralph Richardson sont également choisis.
Sylvester Stallone a été auditionné pour le rôle de Moonpie, mais Jewison ne l'a pas choisi.

### Tournage

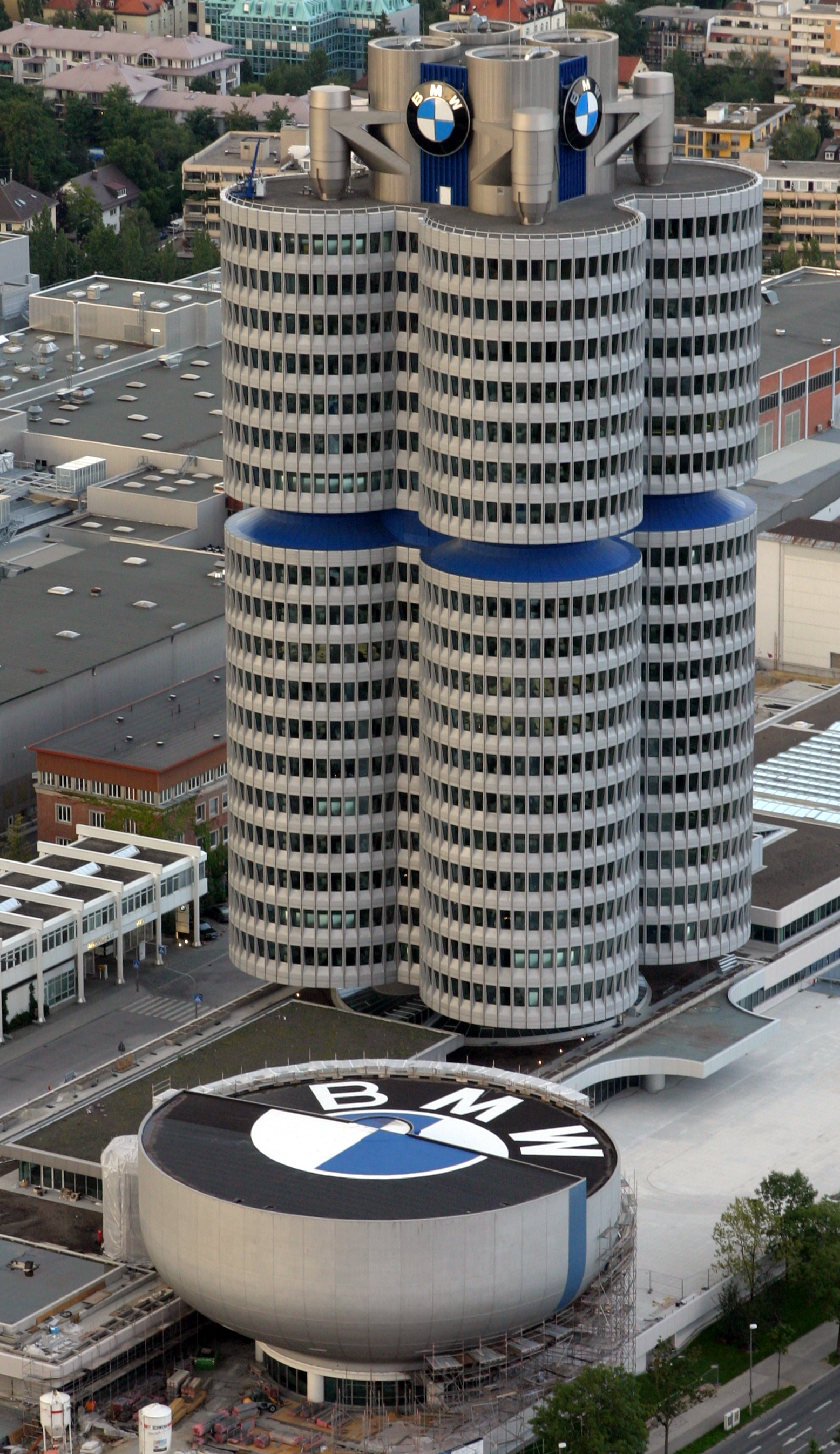
La Tour BMW de Munich.

Le film a été essentiellement tourné à Munich en raison de ses décors futuristes. On reconnaît notamment la tour BMW qui sert de siège à la corporation Énergie, mais aussi le parc olympique qui avait été utilisé pour les Jeux olympiques d'été de 1972. Les séquences intérieures ont été tournées aux Pinewood Studios, au Royaume-Uni.

### Musique
Dans le film, une partie de la Toccata et fugue en ré mineur de Jean-Sébastien Bach est jouée à l'orgue par Simon Preston pendant la séquence d'ouverture ; on l'entend à nouveau à la fin de la scène finale et dans la première partie du générique de fin qui termine le film.
On entend également l’Adagio en sol mineur (Adagio d'Albinoni) de Remo Giazotto ainsi que le mouvement Largo de la Symphonie no 5 de Dmitri Chostakovitch, utilisées pour établir le ton, l'humeur et l'atmosphère de certaines scènes du film.
Les œuvres de musique classique du film ont été interprétées par le London Symphony Orchestra dirigé par Andre Previn, qui a également écrit la musique Executive Party Dance pour le film,.

## Accueil

### Critique
À sa sortie en salles, Rollerball reçoit un accueil critique mitigé.
Sur le site agrégateur de critiques Rotten Tomatoes, le film obtient un score de 66 % d'avis favorables, sur la base de 32 critiques collectées et une note moyenne de 6,1/10 ; le consensus du site indique : « Dans Rollerball, le commentaire social entre en collision avec l'action à grande vitesse – et le [spectateur] est le gagnant ». Sur Metacritic, le film obtient une note moyenne pondérée de 56 sur 100, sur la base de 11 critiques collectées ; le commentaire du site indique : « Avis mitigés ou moyens ».

### Box-office
En Amérique du nord, le film rapporte 6,2 millions de dollars au box-office et en location vidéo, pour un budget de production de 5 à 6 millions de dollars. Au box-office mondial, il rapporte un total de 30 millions de dollars.

## Autour du film
Bien que Rollerball ait une distribution américaine, un réalisateur canadien et un distributeur américain, il est produit en Europe, à Londres et Munich,.

## Réadaptation
Le film a fait l'objet d'un remake en 2002 réalisé par John McTiernan avec notamment Jean Reno dans la distribution.

## Dans la culture populaire
- Le jeu vidéo Speedball (1988) et sa suite Speedball 2: Brutal Deluxe (1990) des Bitmap Brothers sur Commodore Amiga ont été qualifiés dans la presse comme fortement influencés par le film[13]. Mais le cofondateur des Bitmap Brothers, Mike Montgomery, a réfuté cette affirmation en expliquant que ce n'était pas son intention et qu'il s'agissait davantage d'une coïncidence que d'une influence.
- Le Rollerball est une des inspirations pour la création du sport motorball dans le manga Gunnm de Yukito Kishiro.
- Le jeu intitulé « Ball-roll » de Juan Rodriguez, paru en encart du no 23 du magazine français Jeux et Stratégie (octobre 1983), est de toute évidence inspiré du film (notamment avec une référence à une finale se déroulant en 2018)[14].